# Fernando Campos Quiroz
Fernando Campos Quiroz (Quilpué, Chile, 15 de octubre de 1923 - ibídem, 14 de septiembre de 2004) fue un futbolista chileno. Jugó de delantero, siendo seleccionado durante cuatro años.    

## Trayectoria
Su inicio futbolista en su ciudad natal fue en el club “Alto Florida” y con posterioridad el club “Deportes Quilpué”, con el que se tituló campeón en la liga de Limache en 1940.
A los 19 años siendo seleccionado de Quilpué fue llevado al club Santiago Wanderers de Valparaíso, equipo en el que debutó profesionalmente en 1945. 
En 1951 fue transferido a Colo-Colo, club en el cual jugó hasta 1953.   

## Selección nacional
Fue internacional con la Selección de fútbol de Chile entre 1947 a 1950, período en el compitió en el Campeonato Sudamericano de 1947. En total jugó diez partidos y convirtió cuatro goles. También formó parte del seleccionado que concurrió al Mundial de Brasil en 1950, pero no fue titular en ningún partido.

### Participaciones en Copas del Mundo
| Mundial                        | Sede   | Resultado     |
| ------------------------------ | ------ | ------------- |
| Copa Mundial de Fútbol de 1950 | Brasil | Primera fase. |

## Estadísticas

### Clubes
| Club               | País  | Año       |
| ------------------ | ----- | --------- |
| Santiago Wanderers | Chile | 1945-1951 |
| Colo-Colo          | Chile | 1951-1953 |

## Palmarés

### Campeonatos nacionales
| Título           | Club      | País  | Año  |
| ---------------- | --------- | ----- | ---- |
| Primera División | Colo-Colo | Chile | 1953 |